# GE02
GE02, abbreviazione di GEnova 1902, definisce il sistema geodetico riferito ai dati astronomici del 1902. 
L'ellissoide associato a questo sistema di riferimento è l'ellissoide internazionale Bessel del 1841 orientato a Genova, Istituto Idrografico della Marina nel 1902. 

Viene utilizzata per la cartografia catastale italiana con rappresentazione Cassini-Soldner.